# مسیه ۳۹

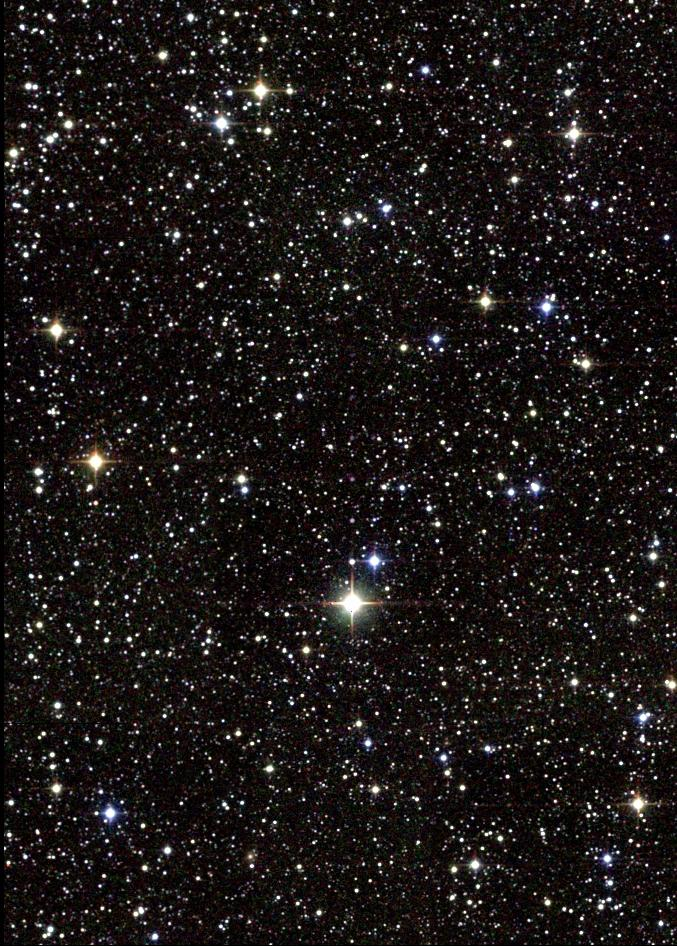
«مسیه ۳۹»، تصویر‌برداری‌شده با 2MASS

مسیه ۳۹(به انگلیسی: Messier 39) یا ان‌جی‌سی ۷۰۹۲ یک خوشه ستاره‌ای خوشه ستاره‌ای باز در صورت فلکی ماکیان است که فاصله آن از زمین سیصد سال نوری و قدر ظاهری آن ۵.۵ است.